# Panic Button (film din 1964)
Panic Button este un film de comedie italian din 1964, regizat de George Sherman și Giuliano Carnimeo. Rolurile principale sunt interpretate de actorii Maurice Chevalier, Eleanor Parker, Jayne Mansfield și Mike Connors.

## Distribuție
- Maurice Chevalier ca Philippe Fontaine
- Eleanor Parker ca Louise Harris
- Jayne Mansfield ca Angela
- Mike Connors ca Frank Pagano
- Akim Tamiroff ca Pandowski
- Carlo Croccolo ca Guido

## Legături externe
- Panic Button la Internet Movie Database